# Siphonops leucoderus
Siphonops leucoderus és una espècie d'amfibis gimnofions de la família Caeciliidae del Brasil. Va ser descrit per Edward Harrison Taylor el 1968.
Se sap poc o gaire d'aquesta espècie, només se n'han estudiat dos espècimen. És una espècie subterrània, possiblement al bosc humit de les terres baixes. També se suposa que és ovípar amb ous terrestres que es desenvolupen directament i que no depèn de l'aigua per a la reproducció.

## Distribució
Coneguda només de la localitat de tipus indefinit a l'estat de Bahia al Brasil.